# Józef Moszczeński (zm. 1800)
Józef Moszczeński herbu Nałęcz (zm. 12 grudnia 1800) – kasztelan lądzki w latach 1780-1793, cześnik poznański w latach 1778-1780, szambelan królewski w 1777 roku, konsyliarz konfederacji generalnej koronnej i konsyliarz województwa kaliskiego w konfederacji targowickiej w 1792 roku, członek konfederacji Sejmu Czteroletniego. 
Deputat województwa poznańskiego na Trybunał Główny Koronny w 1779 roku. W 1790 roku był członkiem Komisji Porządkowej Cywilno-Wojskowej dla województwa poznańskiego i powiatu poznańskiego. Delegowany z Senatu do sądów ultimae instantiae konfederacji targowickiej w 1792 roku. Sędzia sejmowy z Senatu z Prowincji Wielkopolskiej w 1791 roku.
W 1785 roku odznaczony Orderem Orła Białego, w 1782 roku został kawalerem Orderu Świętego Stanisława.
W 1775 roku był członkiem loży wolnomularskiej Trzech Orłów Białych na wschodzie Lwowa. 